# Microvalgus idjenensis
Microvalgus idjenensis är en skalbaggsart som beskrevs av Franz Antoine 1993. Microvalgus idjenensis ingår i släktet Microvalgus och familjen Cetoniidae. Inga underarter finns listade i Catalogue of Life.